# Imogen Kimmel
Imogen Kimmel (* 28. März 1957 in Solingen) ist eine deutsche Regisseurin und Autorin.

## Leben
Neben ihrem Studium (Literaturwissenschaft/Kunstgeschichte) an der FU Berlin arbeitete sie als Regieassistentin beim Sender Freies Berlin und spielte Theater. Dem folgte ein Studium an der Hochschule für Fernsehen und Film in München. Ihr erster Film, Stellen Sie sich... 3 Minuten, zusammen mit Alexandra Pohlmeier, eine Studie über die Zeiteinheit drei Minuten, lief auf den Oberhausener Kurzfilmtagen. Ihr Abschlussfilm Augen...blicke hatte Premiere auf den Hofer Filmtagen 1988. Danach drehte sie einen Dokumentarfilm Ich wollt 'n bißchen freier werden (WDR 1992) und zusammen mit Maris Pfeiffer den Umweltspot Krieg den Arsch hoch, der bei den Hofer Filmtagen gezeigt und an 250 Kinos in Deutschland verkauft wurde. 
1992/93 ging sie mit einem Stipendium des DAAD für ein postgraduales Studium an die Northern School of Film and Television in Leeds, England. Dort traf sie die englische Autorin Catriona McGowan, mit der sie das Drehbuch zu Secret Society – Club der starken Frauen entwickelte, das sie 1999 als internationale Co-Produktion inszenierte. Der Film lief auf vielen A-Festivals, hatte in mehreren Ländern eine Kinoauswertung (u. a. Japan, USA) und gewann auf dem Festival Films des Femmes, Créteil den Publikumspreis. Ebenfalls in England drehte sie den Kurzfilm All out at sea, die Verfilmung eines erotischen Witzes, der im Wettbewerb der Berlinale und auf vielen A-Festivals gezeigt wurde. 
Seit 2003 hat Imogen Kimmel zahlreiche Fernsehfilme und Serien inszeniert. Sie hatte Lehraufträge an der HFF München, Filmhochschule Babelsberg und der Filmakademie Ludwigsburg. 2011 lebte sie für 6 Monate in Phnom Penh, Kambodscha als 'artist in residence' und realisierte dort zusammen mit Konstantin Rüchardt zwei Kunstprojekte u. a. für 'Youth for Peace' auf den Killing Fields bei Sway Rieng. Sie war von 2008 bis 2012 Vorstandsmitglied im Bundesverband Regie und war 2013 eine der ersten Gründerinnen von Pro Quote Regie und verblieb dort bis 2016 im Vorstand. Seit 2019 ist sie auch als Professorin für Regie an der Macromedia, Campus München tätig.
Ihr Dokumentarfilm Trans – I Got Life (gemeinsam mit Doris Metz) wurde am Filmfest München 2021 mit dem Bayern 2 und SZ Publikumspreis ausgezeichnet.

## Filmografie
Regie, wenn nicht anders angegeben
- 1988: Augen...Blicke (auch Drehbuch)
- 1995: All Out At Sea (Kurzfilm)
- 1997–1998: Verbotene Liebe (Fernsehserie, 20 Folgen)
- 2001: Secret Society – Club der starken Frauen (auch Drehbuch)
- 2004: Ein Baby für Dich (Fernsehfilm)
- 2007: Eine Robbe und das große Glück (Fernsehfilm, auch Drehbuch)
- 2008: Einmal Toskana und zurück (Fernsehfilm)
- 2008: Vater aus Liebe (Fernsehfilm)
- 2009: Der Schwarzwaldhof (Fernsehserie, Folge 2 Riskantes Spiel)
- 2010: Ein Sommer in Kapstadt (Fernsehfilm)
- 2011: Frischer Wind (Fernsehfilm)
- 2011: Mein Bruder, sein Erbe und ich
- 2012: Heiter bis tödlich: Fuchs und Gans (Fernsehserie, 6 Folgen)
- 2013: Herzensbrecher – Vater von vier Söhnen (Fernsehserie, 2 Folgen)
- 2016: Ein Sommer in Dänemark (Fernsehfilm)
- 2017: Chaos-Queens: Lügen, die von Herzen kommen (Fernsehfilm)
- 2020: TRANS - I got Life (Kino-Dokumentarfilm, zusammen mit Doris Metz)
- 2020: Der Ranger – Paradies Heimat (Fernsehreihe, Folgen Junge Liebe und Sturm)
- 2023: Mein Vater, der Esel und ich (Fernsehfilm)